# Eucyclophylla namaqua
Eucyclophylla namaqua är en skalbaggsart som beskrevs av Evans 1987. Eucyclophylla namaqua ingår i släktet Eucyclophylla och familjen Melolonthidae. Inga underarter finns listade i Catalogue of Life.